# Córrego Valsugana Velha
O córrego Valsugana Velha é um córrego do estado brasileiro do Espírito Santo, na bacia do rio Reis Magos. É um afluente do rio Timbuí.